# Yasutora Sado
Yasutora Sado (jap. 茶渡泰虎 Sado Yasutora) – główny bohater mangi i anime Bleach. Pojawia się po raz pierwszy w drugim odcinku. Jest pochodzenia meksykańsko-japońskiego. Wygląda jak osiłek, lecz nie jest głupi. Sprawia wrażenie starszego niż jest. Jego przybranym dziadkiem był Oscar Joaquin de la Rosa, który nauczył go, niespotykanej dla niego, wydawałoby się, łagodności. Ma słabość do słodkich rzeczy (np. Kon). Zawsze nosi koszule. Ma tatuaż na lewym ramieniu. Jest małomówny i nieśmiały. Lubi pomagać innym i nie oczekuje niczego w zamian.

## Historia
Urodził się w Okinawie, w Japonii, lecz kiedy był mały rodzice zabrali go do Meksyku. Po śmierci jego rodziców adoptował go Oscar Joaquin de la Rosa. Był dla Chado dziadkiem i tak był przez niego nazywany.
Jako dziecko Chado, był bardzo gwałtowny. Gdy ktoś mu dokuczał, za każdym razem wdawał się w bójkę. Jego dziadek próbował go nauczyć łagodności. Na początku ciężko mu to szło. Pewnego dnia, ojciec jednego z dzieci, zaatakował Chado. Wtedy Abuelo (hisz. dziadek) wkroczył między nich i obronił Chada. Chad „zainspirował” się tym przykładem i od tego momentu nabierał łagodniejszej natury. Później Abuelo dał Chadowi monetę.
Gdy jego dziadek umarł, Chado poprzysiągł, że już nie będzie nadużywał swojej siły fizycznej (nawet jeśli będzie zagrożone jego życie). Jedynym wyjątkiem od tej reguły będzie obrona innych. Moneta, którą dostał od dziadka miała symbolizować tę przysięgę. Wiele lat później bandyci złapali Chada i zagrozili, że odbiorą mu monetę. Ichigo uratował Chado i zawarł z nim pakt o wzajemnej pomocy w razie niebezpieczeństwa.

## Moce
Tak jak Inoue, Chad posiada swoje moce i tak jak ona posiada je on dzięki Ichigo. Jego moc uaktywniła się gdy Hollow zaatakował siostrę Ichigo. Wtedy widział je bardzo niewyraźnie. Gdy stanął w obronie Karin jego prawa ręka pokryła się czarno czerwonym pancerzem (hisz. Brazo Derecho Del Gigante, Prawa Ręka Giganta). Potrafił on wystrzelić z niej pocisk energii. Na początku był w stanie wystrzelić jedynie 2-3 pociski, lecz po treningu liczba ta się powiększyła.
Gdy Chado i reszta idą do Hueco Mundo, chłopak zauważa, że w Świecie Pustych czuje się jak w domu. Podczas walki ukazuje się prawdziwa forma prawej ręki. Pojawia się na niej duża tarcza na której widnieje wizerunek szczęki. Chado staje się szybszy i jego ataki są silniejsze. W chwilę po tej przemianie następuje aktywacja lewej ręki (hisz. Brazo Izquierdo Del Diablo, Lewa Ręka Diabła, która służy do ataku.Sado Posługuje się dwoma atakami, La Muerte [Hisz. Śmierć] oraz el Directo [Hisz. Bezpośredni]

## Odbiór
W pierwszym sondażu popularności Bleacha, zorganizowanym przez tygodnik wydający mangę – Weekly Shōnen Jump, postać Yasutory Sado została sklasyfikowana na szóstym miejscu. Do sklepów trafiły także akcesoria z nim związane, między innymi jego figurki.